# 中泊町立中里中学校
中泊町立中里中学校（なかどまりちょうりつ なかさとちゅうがっこう）は、青森県北津軽郡中泊町中里にある公立中学校。

## 概要
旧中里、内潟、武田の3校が1989年に統合して発足した。旧中里地区全域を学区としている。2021年現在の生徒数は、141人。
なお、本項では、旧中里町内にあった中学校の沿革についても併せて記述する。

## 沿革

### 旧中里中学校
- 1947年（昭和22年）
  - 4月1日  - 学校教育法（旧法）施行により、中里町立中里中学校が開校する[2]。
  - 4月21日 - 開校式挙行。
- 1948年（昭和23年）
  - 3月22日 - 第1回卒業証書授与式挙行。
  - 10月17日 - 大字中里字亀山261番地で新校舎の地鎮祭を行う。
- 1949年（昭和24年）2月9日 - 5教室竣工し、1学年と3学年生徒を移転。
- 1950年（昭和25年）
  - 12月x日 - 4教室・物置小屋竣工。
  - 12月27日 - 2学年生徒も新校舎に移転。
- 1951年（昭和26年）1月1日 - 新校舎新築落成式挙行。
- 1952年（昭和27年）
  - 1月27日 - 校歌・校旗発表会および校旗贈呈式挙行。
  - 11月3日 - 体育館落成式。
- 1953年（昭和28年）
  - 2月11日 - 体育館が傾斜する。
  - 3月15日 - 放送施設完工。
  - 7月6日 - 体育館補修工事完了。
- 1956年（昭和31年）5月8日 - 営林署寄贈により、校庭に植樹。
- 1957年（昭和32年）11月23日 - 創立十周年記念式典挙行、
- 1958年（昭和33年）
  - 1月5日 - PTAより、ミシン5台寄贈される。
  - 7月23日 - 2教室増築。
- 1961年（昭和36年）
  - 2月23日 - 校舎増築工事開始。
  - 6月30日 - 4教室増築。
- 1962年（昭和37年）
  - 1月4日 - 便所建築工事。
  - 3月11日 - 体育館模様替工事。
- 1963年（昭和38年）11月28日 - テレビ備付。
- 1966年（昭和41年）
  - 1月14日 - 職員室改築工事完工。
  - 5月14日 - 新校舎増築工事。
- 1967年（昭和42年）
  - 1月14日 - 新校舎増築工事。
  - 9月10日 - 教育相談室・女子更衣室設置。
- 1968年（昭和43年）
  - 1月20日 - クラブ用具室設置。
  - 5月10日 - 1教室改造し、礼法室にする。
  - 6月3日 - 学校給食開始。
- 1970年（昭和45年）
  - 7月31日 - プール落成式。
  - 10月30日 - 校舎全面モルタル塗装。
- 1971年（昭和46年）8月20日 - 体育館床張替。
- 1973年（昭和48年）6月20日 - 用務員室改築。
- 1974年（昭和49年）
  - 5月10日 - 保健室改装。
  - 7月1日 - 校内放送施設新設。
- 1975年（昭和50年）6月1日 - 技術室改造。
- 1977年（昭和52年）
  - 2月23日 - 教室等塗装工事。
  - 8月10日 - 昇降口の改装、廊下脇板張替。
  - 8月12日 - 自転車小屋増設、旧校舎土台補強。
  - 9月10日 - 創立三十周年記念式典挙行。
- 1979年（昭和54年） - 体育館・教育棟屋根葺替工事。体育館床補強工事。
- 1980年（昭和55年）5月 - 体育館床一部張替、普通教室窓、アルミサッシ窓取替。
- 1981年（昭和56年）
  - 3月 - 体育館照明器具増設の為の電気工事。
  - 8月 - グラウンド改良工事。
- 1982年（昭和57年）
  - 2月 - 生徒水呑場修理。
  - 3月4日 - 北側校舎電気配線取替工事。
  - 日付不明 - 体育館屋根葺替工事。
- 1984年（昭和59年）
  - 3月 - 階上教室天井修理。
  - 日付不明 - 屋内相撲場建設工事。
  - 9月 - 南側校舎屋根トタン張替。
- 1985年（昭和60年） - 統合中学校敷地造成工事。
- 1986年（昭和61年） - 統合中学校校舎新築工事、環境整備工事。
- 1988年（昭和63年）
  - 日付不明 - 統合中学校屋体新築工事、屋外運動場整備工事。
  - 11月15日 - 閉校記念石碑建立。
- 1989年（平成元年）
  - 3月13日 - 閉校記念式典および偲ぶ会開催。
  - 3月31日 - 旧中学校が閉校。

### 内潟中学校
- 1947年（昭和22年）
  - 4月1日 - 学校教育法（旧法）施行により、内潟村立内潟中学校が開校する。校舎は、当時内潟村立薄市小学校校舎に併設していた。当時の学区は、今泉・薄市・高根・尾別。
  - 4月21日 - 開校式挙行。
- 1950年（昭和25年）11月18日 - 内潟村大字薄市字飛石178番地に、独立校舎落成移転。
- 1952年（昭和27年）1月21日 - 3教室増築落成。
- 1955年（昭和30年）3月1日 - 町村合併により、中里町立内潟中学校と改称。
- 1957年（昭和32年）
  - 3月21日 - 校歌制定。
  - 5月16日 - 2教室増築落成。
- 1959年（昭和34年）9月16日 - グランド竣工。
- 1960年（昭和35年）4月1日 - 尾別地区を中里中学校の学区へ編入。
- 1961年（昭和36年）11月 - 2教室増築落成。
- 1963年（昭和38年）11月1日 - 給食室増築。
- 1965年（昭和40年）1月18日 - 北側2階建6教室増築落成。
- 1969年（昭和44年）10月1日 - グランド拡張・整備工事完成。
- 1970年（昭和45年）11月24日 - 体育館新築。
- 1972年（昭和47年）4月1日 - 若宮中学校を併合。若宮中学校の学区を編入。
- 1977年（昭和52年）11月3日 - 創立30周年記念式典挙行。
- 1989年（平成元年）3月31日 - 閉校。

#### 若宮中学校
- 1950年（昭和25年）11月 - 若宮小学校の隣接地で、基礎工事開始。
- 1951年（昭和26年）
  - 8月 - 校舎1教室が竣工落成。
  - 9月1日 - 長泥小学校の分校であった武田村立若宮小学校が昇格独立するのに伴い、併設発足。
  - 10月1日 - 開校。
- 1971年（昭和46年）11月16日 - 校旗・校歌披露式。
- 1972年（昭和47年）3月31日 - 内潟中学校に統合され、閉校。20年間の卒業生は167名。

### 武田中学校
- 1947年（昭和22年）
  - 4月1日 - 学校教育法（旧法）施行により、武田村立武田中学校が開校する。
  - 4月21日 - 開校式挙行。
- 1955年（昭和30年）3月1日 - 町村合併により、中里町立武田中学校と改称。
- 1962年（昭和37年）
  - 日付不明 - 新校舎落成移転。
  - 5月 - 創立十周年記念式典。
- 1963年（昭和38年）4月 - 屋内体育館新築。
- 1964年（昭和39年）
  - 2月 - 新校舎北側落成。旧校舎から移転。
  - 4月 - 旧校舎解体。
- 1968年（昭和43年）
  - 5月16日 - 9時19分頃に発生した十勝沖地震により、西側校舎地盤沈下する。
  - 9月 - 永久相撲場完成。
- 1972年（昭和47年）9月 - 生徒自転車置場完成。
- 1973年（昭和48年）7月 - 学校プール完成。
- 1974年（昭和49年） - 通学路舗装工事実施。
- 1977年（昭和52年）8月 - 体育館床全面張替。
- 1981年（昭和56年）3月 - 国旗掲揚台新設。
- 1989年（平成元年）3月31日 - 閉校。

### 現中里中学校
- 1989年（平成元年）4月1日 - 旧中里中学校、内潟中学校、武田中学校が統合。新たに中里中学校を発足する。
- 2005年（平成17年）3月28日 - 町村合併により、中泊町立中里中学校と改称。

## 学区
芦野、宮川、宮野沢、高根（通称下高根、通称上高根）、今泉、深郷田、大沢内、中里、長泥、田茂木、通称竹田及び下長泥、薄市、八幡、尾別、富野、福浦、豊岡、豊島。

## アクセス
- 津軽鉄道津軽鉄道線津軽中里駅から
  - 徒歩で約1.6km、約30分（最短ルートを移動した場合）
  - 車で約2.3km、約5分。
- 中泊町役場から、約1.4km、徒歩で約25分、車で約3分。

## 周辺
- 国道339号
- 中里町体育センター
- B&G中里海洋センター

## 著名な出身者
- 阿武咲奎也 - 大相撲力士
- 宝富士大輔 - 大相撲力士

## 参考資料
- 『（中里中学校）閉校記念誌』（中里中学校閉校記念誌編集委員会・1989年3月13日発行）9頁～17頁「学校沿革（二）」
- 『青森県教育史 別巻』（青森県教育委員会・1973年12月20日発行）
  - 914頁～915頁「学校沿革 中学校 武田中学校」に記載の年表。
  - 915頁「学校沿革 中学校 内潟中学校」に記載の年表。若宮中学校についての出典も、「内潟中学校」の頁と同じ。
- 『北五管内小中学校沿革大要』（北五管内小中学校長会・1982年10月6日発行）「中学校の部」
  - 149頁「武田中学校」
  - 151頁～152頁「内潟中学校」
  - 153頁「若宮中学校」